# Championnats des Pays-Bas de BMX
Les Championnats des Pays-Bas de BMX sont organisés chaque année par l'Union royale néerlandaise de cyclisme (Koninklijke Nederlandsche Wielren Unie).

## Palmarès
| Année | Vainqueur             | Deuxième              | Troisième              |
| ----- | --------------------- | --------------------- | ---------------------- |
| 2004  | Arno Kanis            | Sander Bisseling      | Dennis Wissink         |
| 2005  | Arno Kanis            | Dennis Wissink        | Jordy Agues            |
| 2006  | Martijn Scherpen      | Arno Kanis            | Rob van de Wildenberg  |
| 2007  | Martijn Scherpen      | Sander Bisseling      | Raymon van der Biezen  |
| 2008  | Roy van den Berg      | Martijn Scherpen      | Sander Bisseling       |
| 2009  | Ivo van der Putten    | Martijn Jaspers       | Jelle van Gorkom       |
| 2010  | Raymon van der Biezen | Sander Bisseling      | Rob van den Wildenberg |
| 2011  | Jelle van Gorkom      | Raymon van der Biezen | Martijn Jaspers        |
| 2012  | Ivo van der Putten    | Twan van Gendt        | Glenn van de Wetering  |
| 2013  | Martijn Scherpen      | Twan van Gendt        | Jelle van Gorkom       |
| 2014  | Jelle van Gorkom      | Twan van Gendt        | Joris Harmsen          |
| 2015  | Twan van Gendt        | Raymon van der Biezen | Joris Harmsen          |
| 2016  | Dave van der Burg     | Joris Harmsen         | Martijn Jaspers        |
| 2017  | Niek Kimmann          | Dave van der Burg     | Twan van Gendt         |
| 2018  | Niek Kimmann          | Joris Harmsen         | Dave van der Burg      |
| 2019  | Niek Kimmann          | Twan van Gendt        | Dave van der Burg      |
| 2020  | Dave van der Burg     | Mitchel Schotman      | Twan van Gendt         |
| 2021  | Mitchel Schotman      | Justin Kimmann        | Brian van Eeuwijk      |
| 2022  | Jay Schippers         | Dave van der Burg     | Justin Kimmann         |
| 2023  | Dave van der Burg     | Justin Kimmann        | Mitchel Schotman       |
| 2024  | Ynze Oegema           | Joey Nap              | Rik Ouwendorp          |

| Année | Vainqueur         | Deuxième           | Troisième            |
| ----- | ----------------- | ------------------ | -------------------- |
| 2004  | Willy Kanis       | Natalja Busschers  | Femke Majchrzak      |
| 2005  | Willy Kanis       | Lieke Klaus        | Joyce Seesing        |
| 2006  | Lieke Klaus       | Willy Kanis        | Maartje Hereijgers   |
| 2007  | Willy Kanis       | Linda Langehuijsen | Angelique van Gemert |
| 2008  | Lieke Klaus       | Femke Majchrzak    | Tessa Meerholz       |
| 2009  | Lieke Klaus       | Willy Kanis        | Maartje Hereijgers   |
| 2010  | Lieke Klaus       | Joyce Seesing      | Maartje Herreijgers  |
| 2011  | Joyce Seesing     | Dana Sprengers     | Merle van Benthem    |
| 2012  | Lieke Klaus       | Laura Smulders     | Maartje Herreijgers  |
| 2013  | Laura Smulders    | Maartje Hereijgers | Dana Sprengers       |
| 2014  | Merle van Benthem | Laura Smulders     | Lieke Klaus          |
| 2015  | Laura Smulders    | Merle van Benthem  | Lieke Klaus          |
| 2016  | Laura Smulders    | Daniëlle Vrenegoor | Viviana van Hees     |
| 2017  | Laura Smulders    | Judy Baauw         | Ruby Huisman         |
| 2018  | Laura Smulders    | Judy Baauw         | Merel Smulders       |
| 2019  | Laura Smulders    | Judy Baauw         | Merel Smulders       |
| 2020  | Laura Smulders    | Merel Smulders     | Judy Baauw           |
| 2021  | Ruby Huisman      | Manon Veenstra     | Indy Scheepers       |
| 2022  | Laura Smulders    | Judy Baauw         | Manon Veenstra       |
| 2023  | Merel Smulders    | Daniëlle Vrenegoor | Non-attribuée        |
| 2024  | Judy Baauw        | Indy Scheepers     | Amber Walravens      |